# 松平清康
松平清康（1511年9月28日—1535年12月29日、永正8年9月7日-天文4年12月5日）是日本戰國時代武將，又稱為二郎三郎及安祥之三郎，幼名竹千代。自稱世良田氏的後代。三河松平氏第七代當主。父親是松平氏第6代當主松平信忠，是德川家康祖父，生母為大河內氏。西三河安祥城主及南三河岡崎城主，長男為廣忠。
安祥松平家是清康時代佔領安城岡崎兩城，清康年僅十二歲繼承松平家督，对人慈悲宽宏，宽恤士卒，故能得人死力。到当时位于安详城（现爱知县安城市）的清康在第二年五月攻打一直处于敌对的松平（西乡）弹正左卫门信贞，夺取了山中城（同丰田市）和冈崎城（同冈崎市），并将本阵据点转移到冈崎城。以下克上，控制了西三河一帶。他在短短幾年間就平定了整个三河。在天文二年（1533年），甲斐武田信虎向他派来了停戰使者。後世將清康評價為：「若活到三十歲可奪取天下。」

## 生涯

### 三河統一
大永三年(1523年)，（大永3年）信忠隱退，由年僅十二歲的清康繼承安祥松平家第四代家督、松平宗家第七代家督。
大永四年（1524年），清康采取重臣大久保忠茂的計略，先取冈崎方面的支城，位于冈崎东南方向的山中城。
同年五月，對山中城发起进攻，利用暴風雨的氣候進行奇襲，用不到一天就一举拿下山中城。山中城陷落後，冈崎城主西乡信贞(松平昌安)自知自己非清康敌手，于是降服，将女儿於波留嫁给清康，并退出了冈崎城。清康進駐了破敗的岡崎城，將之拆除，並在附近改建新的岡崎城。在此役中立有戰功的大久保忠茂，被清康重重封赏，忠茂幾番推辭，清康仍坚持要封赏，忠茂乃提出要求赏赐领国内市场的征税权，而清康居然慨然允诺。受赏的忠茂，乃宣布免除领国内的所有市场税，从而极大的活跃了领国内的商业，清康又將松平氏菩提寺大樹寺推動勅願寺化的修築方式・多宝塔新築，領民又懇請清康將六所神社創建、龍海院創建。三河，经过多年的戰乱割據，开始逐漸恢复昔日的繁荣氣象。
大永五年（1525年），清康率軍三千攻打西三河的足助城，击败北三河的豪族铃木重政，夺得足助城。
享禄二年（1529年）五月，清康陷鹰部屋一族据守的小岛城，使东条吉良氏一门的荒川义广投靠松平一方。清康又和东条吉良义广联姻，联合东条吉良氏对付与松平敌对的西条吉良氏。
享禄三年（1530年），幕府將军足利義晴和其弟足利義維的对立非常严重，尾张下四郡守护代清洲织田家当主织田大和守达胜为了支持足利义维而起兵三千，织田信定（或说当时十八九岁的子信秀）于尾张东部构筑岩崎城，家臣荒川赖宗出守。而清康表明立场则站在足利义晴一方，于是清康率军入侵东尾张，围困岩崎城。守城兵三百拼力抵抗，全员战死，岩崎城陷落，對尾張的攻略，告一段落。
清康出兵平定东三河，进攻東三河，遠江邊境附近的宇利城。清康率军首先攻下了牧野氏今橋城（後改名為吉田城），松平军出阵于冈崎，先锋经过御油、国府直上小坂井。城主牧野传藏渡过丰川和松平军作战。结果被清康打的落花流水直接棄城投降。并一举逼迫了渥美半岛的主要国人势力戶田氏一族，戶田氏不戰而降。隨後向吉田城以南的渥美郡田原進軍，設樂郡的。在一湫田布阵，野田城的菅沼一族也配合松平军的行动。松平军以松平信定，松平亲盛主攻大手口，清康自率旗本马回众攻击搦手口。清康当机立断，乘熊谷主力一时在大手口无法回援，猛攻搦手口，使得城中的内应见机起事，里应外合夺取了宇利城。战后，清康狠狠责骂了作战不力的叔父松平信定。三河國以北山家三方衆田峯城菅沼氏及長篠城菅沼氏及亀山城奥平氏、寶飯郡牛久保城東三河國人眾向清康臣服。但是亦有不投降的情況，在八名郡熊谷氏不願投降。11月4日（11月23日）佔領宇利城，東三河平定。
天文元年（1532年）十一月，清康对冈崎城進行大規模修築，修築完工後，开始迈出平定西三河北部的反松平势力的脚步，松平军先攻三宅清贞的居城加茂郡伊保城，三宅不能敌，逃向广濑。清康以松平家范守备伊保城。
天文二年（1533年）三月，攻击广濑的三宅残部和寺部的铃木日向守，三宅和铃木联合起来进袭岩津城，均被清康打败。同年十二月，破信浓之兵于井田野。次年征加茂郡，清康完全平定了三河国的所有势力，

### 守山崩
天文四年（1535年）十二月，乘著平定三河的威勢，清康率領1萬多大軍由冈崎城出发征伐尾张，向尾張進攻織田信秀之弟信光所守的守山城。出阵前，清康运用了远交近攻的戰略方案，先后和甲斐武田信虎，美浓三人众，尾张犬山城主织田信光交好。牵制织田信秀，以及背后的今川氏辉。另一方面，織田信光以打倒其兄信秀為目標而成為三河松平清康的內應，把居城守山城讓給清康進出。当日在岩崎城宿营，第二日便兵临守山城下。清康本隊在抵达守山以后，织田信秀一面集结兵力，一面又向松平軍营放出流言：松平家重臣阿部定吉已与织田家内通。尽管松平清康对这个流言不信，可不少松平家臣寧可信其有却信以为真。军中突然谣言大起，阿部定吉害怕萬一冤枉受害會給家族冠上背叛者的污名，就找来儿子阿部弥七郎，说一旦自己被逼迫切腹，你要向主公说明事情的真相，勿使阿部家蒙受冤枉。弥七郎误以为清康一定会杀死自己的父亲。十二月五日早晨，松平军營馬廄裡的戰馬不知道是受到驚嚇還是發情或者是其他原因，突然发起狂来，清康立即指挥眾將派人捕捉戰馬。阿部弥七郎以为父親阿部正吉末期來到死期将近，一时失控理智，拔出佩刀村正妖刀，從背後一刀将清康斩杀。清康當場身亡，於是这位英年早逝年仅二十五歲的少年英雄，就这样走完了短暂威風的一生。失去總帥的松平军只能退回冈崎城，織田軍於是不戰而勝。史稱守山崩，由於彌七郎所使用的刀據聞是千子村正，自此以後此刀被德川家稱為妖刀村正。隨後阿部弥七郎被清康近臣植村新六郎處死。

## 家族衰落
清康死後，當主之位由廣忠繼承，不久今川義元乘廣忠年幼及松平氏內亂從而控制三河一帶。

## 評價
在《常山紀談》中稱讚為清康如士卒般勇士，而《三河物語》稱清康與家臣關係很好，獲得家臣信服擁戴。